# Emanuel Maria z Thun-Hohensteinu
Emanuel Josef Maria Petr hrabě z Thunu a Hohensteinu (německy Emanuel Josef Maria Peter Graf von Thun a Hohenstein, 20. nebo 28. března 1753, Trident, Tridentské knížecí biskupství - 8. října 1818, Trident, Rakouské císařství) byl šlechtic z tyroského rodu Thunů a římskokatolický duchovní. V letech 1776-1800 kníže-biskup tridentský.

## Život
Narodil se jako syn hraběte Jana Vigilia Karla Thuna z Castell-Brughier a jeho manželky hraběnky Josefy Colonnové z Felsu.
Studoval v Pasově, Salcburku a Římě. Byl vysvěcen na kněze jako člen římského Collegia Germanica. Poté se v roce 1710 stal kanovníkem v tridentské katedrály a v roce 1794 v katedrály v Salcburku.
24. července 1797 byl jmenován pomocným biskupem v Tridentu a titulárním biskupem v Jasu. Dne 3. září 1797 jej biskup pasovský Leopold Linhart z Thun-Hohensteinu v Pasově vysvětili na biskupa.
2. dubna 1800 byl Tridentskou katedrální kapitulou zvolen biskupem a 11. srpna 1800 potvrzen. Současně se stal knížetem-biskupem Tridentského biskupství.
V roce 1801 byl nucen uprchl před francouzskou invazí do Gorice a poté do Vídně. V roce 1803 byla diecéze sekularizována a připadla habsburkému Tyrolskému hrabství. V roce 1805 připadla oblast na základě Prešpurské smlouvy Bavorskému království, které bylo spojencem Francie, čímž začalo období útlaku. Spolu se svými kolegy, brixenským biskupem Karlem Františkem z Lodronu a churským biskupem Karlem Rudolfem z Buol-Schauensteinu, si stěžoval u papežského nuncia v Řezně na zasahování do církevních záležitostí. Záležitostí se mělo zabývat příští zasedání říšského sněmu, které se však nikdy nekonalo.
Když se Emanuel Maria v Innsbrucku nezavázal k bavorské věci, byl vypovězen do Reichenhallu a Salcburku. Správu diecéze převzal kapitulní vikář loajální k Bavorům. Po tyrolském lidovém povstání v roce 1809 se Emanuel Maria mohl vrátit do své diecéze. V roce 1810 bylo území diecéze převedeno ze státu do napoleonského království Itálie a v roce 1814 bylo navráceno zpět Rakouskému císařství.
Dne 2. května 1818 vydal papež bulu, jíž udělil rakouskému císaři právo jmenovat tridentského biskupa.
V Tridentu, nyní již součásti Rakouského císařství, biskup Emanuel Maria hrabě z Thun-Hohensteinu dne 8. října 1818 umírá.